# Näsbyholms slott

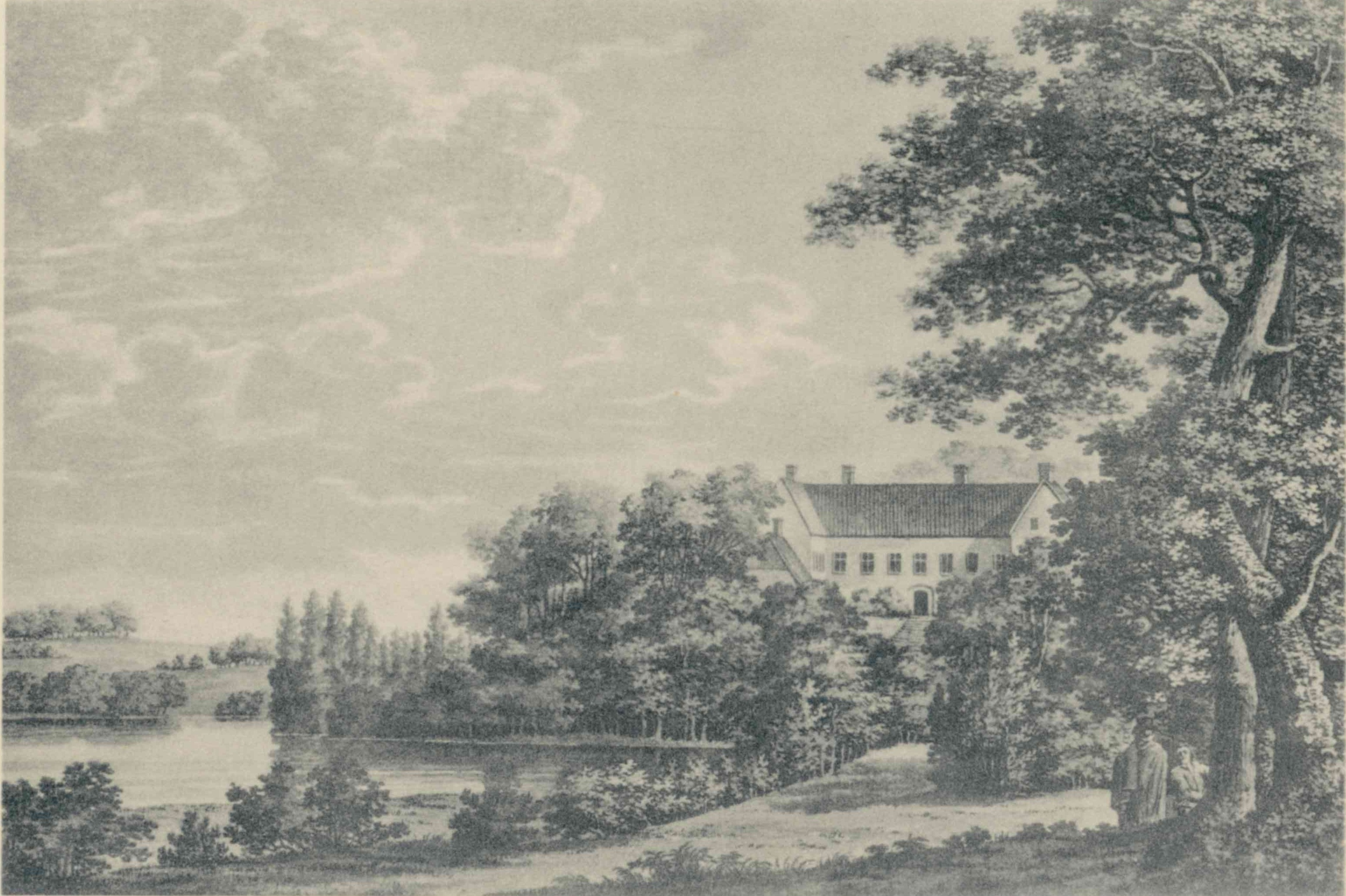
Näsbyholm 1822 (etsning av C. Akrell i Thersners "Skånska Utsigter")

Näsbyholms slott är ett slott i Gärdslövs socken i Trelleborgs kommun.
Godset drivs som fideikommissaktiebolag och omfattar cirka 2 000 hektar.

## Historia
Från början låg Näsbyholm på en hög holme i Näsbyholmssjön, som förvandlades till en halvö, när nästan hela sjön dikades ut 1872. Slottet var väl befäst och bestod av tre byggnader kring en gård. Mittpartiet var ett starkt stenhus, försett med ett fyrkantigt torn med tjocka murar. Det byggdes av ärkebiskop Birger Gunnersen i slutet av 1400-talet. Flyglarna var av korsvirke. En vindbrygga förband ön med fastlandet. På 1860-talet revs det gamla slottet, men något nytt slott byggdes inte, utan endast en större borgerlig byggnad. Efter en brand 1955 byggdes en ny huvudbyggnad, och 1994 tillkom den östra flygeln. Delar av den utdikade sjön återställdes 2004.
Förste kände ägaren var riddaren Jens Nielsen Galen, far till ärkebiskopen Peder Jensen, död 1355. Tuve Andersen Galen sålde godset 1409 till ärkebiskopen Jakob Gertsen Ulfstand i Lund. Därefter tillhörde det ärkestiftet. Vid reformationen drog det in till kronan 1536 och lämnades i förläning, tills Sten Bille till Vanås 1574 bytte till sig egendomen. Genom gifte kom den till släkten Beck och 1744 genom arv till danske kaptenen Christian Henrik von Finecke, som 1756 gjorde Näsbyholm till fideikommiss. Genom gifte kom det till Conrad von Blixen. Barnen tog även moderns namn och kallade sig von Blixen-Finecke. Fideikommisset avvecklades 2021. Gårdens personal år 1918 utgjordes av omkring 70 personer.

## Ägarlängd
1. –1355 Jens Nielsen (Galen)
2. Anders Jensen (Galen)
3. –1400 Tuve Andersen (Galen)
4. 1400–1410 Jacob Gertsen Ulfstand
5. 1410–1536 Ärkebiskopen i Lund
6. 1574–1586 Sten Bille till Vanås
7. 1586 – Elisabet Bille, född 14 april 1576, död 11 februari 1656, gift med Sivert Beck till Förslev (1566–1623)
8. Tage Andersen Thott, gift med Elisabet Beck, dotter till Sivert Beck.
9. Arild Svab, gift med Margrete Beck, dotter till Sivert Beck.
10. Johan Beck, son till Sivert Beck.
11. –1744 Jörgen Beck, brorson till Johan Beck
12. 1744–1756 Christian Henrik von Finecke, systerson till Jörgen Beck.
13. 1756–1781 Margareta von Finecke, gift med Conrad Christoffer von Blixen.
14. 1781–1819 Conrad Christian von Blixen
15. 1819–1829 Carl Philip von Blixen-Finecke
16. 1829 Conrad von Blixen-Finecke
17. 1829–1873 Carl von Blixen-Finecke
18. 1873–1919 Fredrik von Blixen-Finecke
19. 1919–1940 Carl Emil Theodosius von Blixen-Finecke
20. 1940–1950 Carl-Fredrik Gustaf von Blixen-Finecke
21. 1950 – Dick von Blixen-Finecke